# Greger Hatt
Johan Greger Hatt, född 4 september 1963 i Uppsala församling, Uppsala län, är en svensk politiker, samhällsdebattör och författare. I början av 1980-talet var Hatt med och bildade Miljöpartiet de gröna, men senare gick han över till Socialdemokraterna. Han arbetade på 1990-talet vid regeringskansliet under Ingvar Carlsson och Mona Sahlin, bland annat som talskrivare, men lämnade partiet i samband med valet 2006 efter missnöje med partiledningen.
Hatt är sedan 2010 medlem i Centerpartiet.
Hatt har varit gift med Olivia Wigzell och med Anna-Karin Hatt. Tillsammans med Hatt är han medförfattare till centerledaren Maud Olofssons bok Ett land av friherrinnor. 
Han har även skrivit boken På spaning efter vänsterförnyelse med Wanja Lundby-Wedin.
Hatt har varit aktiv inom Svenska kyrkan men har konverterat till katolicismen.